# Pero paranaria
Pero paranaria là một loài bướm đêm trong họ Geometridae.